# Isaac Del Toro
Isaac Del Toro Romero (født 27. november 2003) er en cykelrytter fra Mexico, der er på kontrakt hos UAE Team Emirates XRG.